# Малый Емец
Малый Емец — река в России, протекает по Бердюжскому и Голышмановскому районам Тюменской области. Устье реки находится в 102 км по правому берегу реки Емец, у д. Мелкозерова. Длина реки — 21 км.
Система водного объекта: Емец → Вагай → Иртыш → Обь → Карское море.

## Данные водного реестра
По данным государственного водного реестра России относится к Иртышскому бассейновому округу, водохозяйственный участок реки — Иртыш от впадения реки Ишим до впадения реки Тобол, речной подбассейн реки — бассейны притоков Иртыша от Ишима до Тобола. Речной бассейн реки — Иртыш.
Код объекта в государственном водном реестре — 14010400112115300012588.

## Населённые пункты
- Мелехино
- Малоемецк